# HEY!HEY!HEY!MUSIC CHAMP
《HEY!HEY!HEY! MUSIC CHAMP》是日本富士電視台系列自1994年10月17日開始播出，由搞笑二人組DOWN TOWN所主持的音樂節目。原播出時間為毎週一的20:00 - 20:54（JST），立體聲播出。簡稱《HEY!HEY!HEY!》或《HEY!³》。
2012年，因節目收視長期低迷，暨於12月17日晚上19:00至20:54播放最終回（2小時特別篇），正式結束18年的固定節目播放歷史，並自2013年起改為不定期播出的特集節目。

## 主要單元
- 座りトーク（由主持人與來賓進行交叉對話訪問）
- 立ちトーク
- 聽吧!名曲HEY!HEY!HEY!
- 與主題有關的懷舊金曲
- 懷舊金曲排行榜
- HEY!HEY!HEY!動畫CHAMP

## 過去的單元
- HEY!HEY!HEY!調査隊
- 企劃（料理、秘藏VTR、占卜等）
- ゆかりトーク
- RANK-IN
  - 發表最新的Oricon單曲排名及專輯排名前10位。
- SUISEN-IN
- VOCALIST
  - 2007年10月開始的新單元。由藝人選擇榜單中想翻唱的作品。
- 音樂新聞
  - 介紹毎週最新的音樂新聞。
- COVER CHAMP
- HEY!HEY!HEY!HEADLINE
- ナニワ音樂道（關西系藝人登場）
- ダウンタウンのごっつええうた（懷舊歌曲單元）
- 誰やねん!?（新人及曝光率較低的藝人登場）
- 書いたんか?!
- RADIO HEY!HEY!HEY!
- クイズミュージックミクスチャー
- アーティストこの人と言えば！（主持：濱田、安藤幸代主播）
- エンタメHEADLINE（最新音樂情報）（主持：渡邊和洋主播）
- HEY!HEY!HEY!タイムマシン（19XX年的榜單）
- ダウンタウンとチャンプ、ゲストによるトーク&ライブ
- 歌手の殿堂！ザ・レジェンド
- パーフェクトランキング
- 星のレストラン
- レジェンドの館
- RANK-INの予感
- PV×PV
- RAINICHI-IN

## 外部連結
- HEY!HEY!HEY!MUSIC CHAMP 官方網站